# Hexengrund (Thüringen)
Als Hexengrund wird das Tal des westlichen, orographisch linken Saale-Zuflusses Wiedabach im Norden des Landkreises Saalfeld-Rudolstadt in Thüringen bezeichnet. Es hat eine Länge von etwa 11 km und befindet sich in der Gemeinde Uhlstädt-Kirchhasel zwischen den Ortsteilen Schmieden im Nordwesten und Zeutsch im Südosten. Der größte Teil des Tals wird von der Landesstraße 2391 erschlossen.
Der wasserreiche Wiedabach, der am 515 m hohen Hummelsberg bei Schmieden entspringt und bei Zeutsch in die Saale mündet, trieb bis vor einigen Jahrzehnten insgesamt sieben Mühlen an. Bei Engerda ist der Bach durch die Talsperre Engerda zu einem kleinen und bei Anglern beliebten Stausee aufgestaut. Im Hexengrund liegen die Dörfer und Weiler Zeutsch, Beutelsdorf, Röbschütz, Heilingen, Dorndorf, Rödelwitz, Engerda und Schmieden, sowie die sehenswerte Burgruine Schauenforst aus dem 12. Jahrhundert. Die Dörfer Rödelwitz, Röbschütz und Zeutsch sind slawischen Ursprungs.
Der Name Hexengrund stammt von der alten Bezeichnung für Weinbauern, die hier „Heckerleute“ oder „Heckersleute“ genannt wurden. An den sonnenwarmen Südhängen der Muschelkalkberge, und besonders in der Gegend um Heilingen, gab es jahrhundertelang zahlreiche Rebgärten. Bereits um 973 wird der "vorzügliche Wein" von Heilingen in einer Urkunde von Kaiser Otto II. vermerkt. Ab dem 18. Jahrhundert verlor der Weinanbau infolge der Schäden durch die Reblaus an Bedeutung, und man verlegte sich daher verstärkt auf den Obstbau. Um 1928 standen in der Engerdaer Flur rund 30.000 Obstbäume.

## Naturdenkmal Heilinger Mehlbeere
Im September 2005 wurde das größte derzeit bekannte Exemplar der Baumart Heilinger Mehlbeere (Sorbus heilingensis) zum Naturdenkmal erklärt. Diese Baumart kommt nur in einem kleinen Gebiet auf dem Höhenzug zwischen Hexengrund und Reinstädter Grund vor und weist nach aktuellen Erfassungen insgesamt nur einen Bestand von wenigen Hundert Exemplaren auf. Die Art wurde erst 1961 neu beschrieben und ist als Endemit Thüringens in der Roten Liste der Farn- und Blütenpflanzen Thüringens als „extrem selten“ eingestuft.
Koordinaten: 50° 46′ 45,1″ N, 11° 26′ 24″ O